# Silbersee (Nuremberg)
Pour les articles homonymes, voir Silbersee.
Le lac Silbersee, situé en Allemagne à Nuremberg, est un lac artificiel situé à proximité de la Schuttberg Silberbuck. Il occupe la partie nord-ouest du site de construction du Deutsches Stadion. Ses eaux sont polluées par les déchets de la Silberbuck et sont interdites à la baignade depuis plus de cinquante ans,. Mais les alentours sont ouverts à la promenade.

## Histoire
Au terme de la bataille de Nuremberg lors de la Seconde Guerre mondiale, le centre-ville historique de Nuremberg est presque complètement détruit par les bombardements. Les débris des bâtiments, les gravats et les déchets industriels et domestiques ont été déplacés dans une décharge à ciel ouvert devenue aujourd'hui la Silberbuck,.

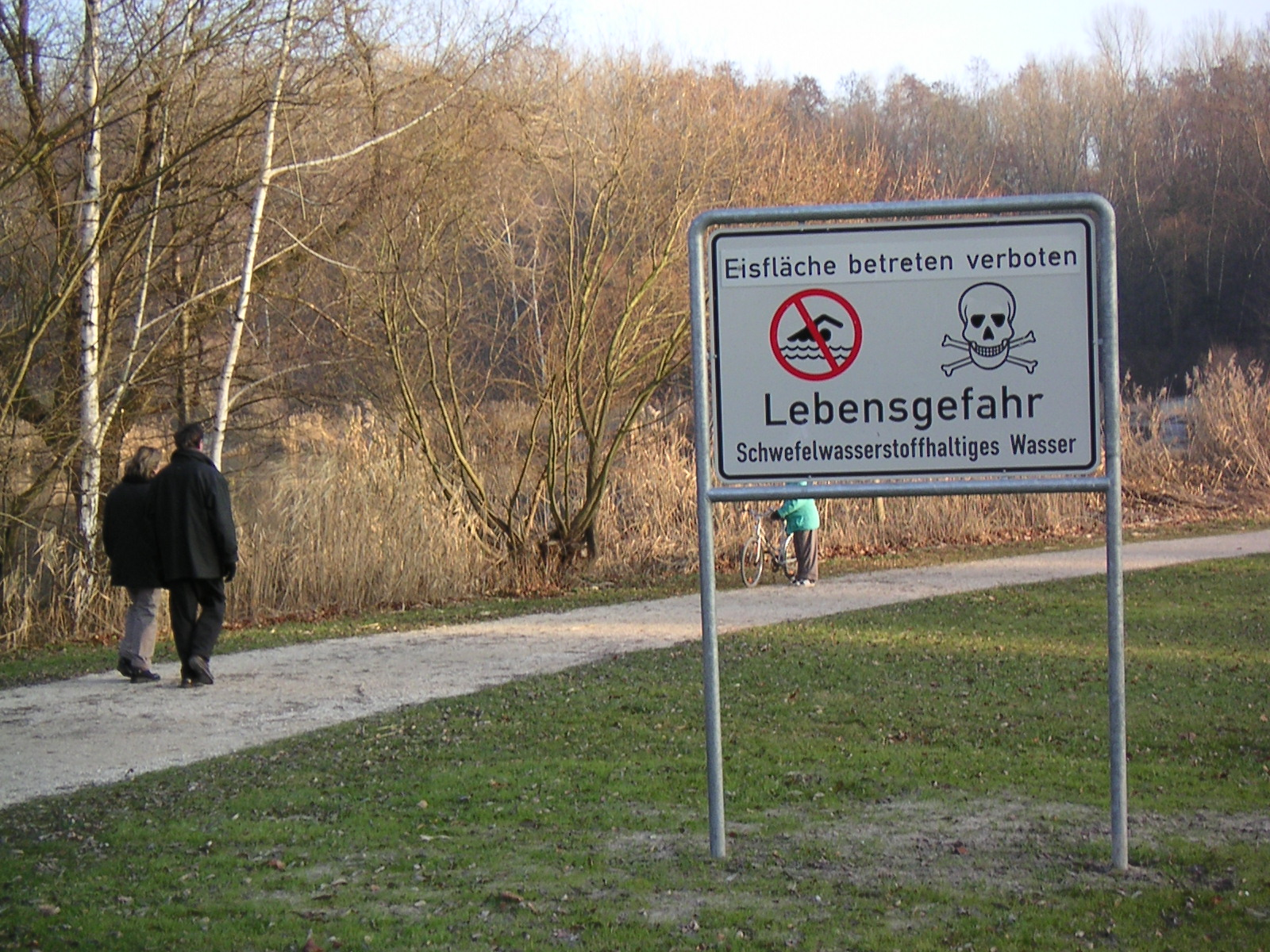
Un panneau d'avertissement à proximité du lac.

Progressivement, des polluants tels que du gypse se sont introduits et dissous au sein des nappes phréatiques, formant du sulfure d'hydrogène qui contamine et s'accumule dans des couches à une profondeur de trois à quatre mètres dans le Silbersee,.
En raison des dangers du sulfure d'hydrogène pour les humains, la baignade dans le lac a été interdite dès le début des années 1960. En mars 2021, la ville de Nuremberg étend l'interdiction à la navigation en bateau sur le lac.

## Pollution
Pour contrecarrer cette pollution, il a été proposé de remblayer le lac ou de l'étanchéifier avec de la bentonite. Mais cela risque d'entraîner des dégâts environnementaux supplémentaires : premièrement, il faudrait baisser le niveau des nappes phréatiques avoisinantes ; secondement, le sulfure d'hydrogène ne pouvant plus s'évaporer du lac, ou alors ne pouvant plus y être déversé par les eaux souterraines, se répandrait ailleurs. Enfin, un assainissement de l'eau du lac est une opération estimée à au moins 500 millions d'euros,. À défaut, la pollution devrait persister pendant au moins mille ans.
D'autres solutions pour dépolluer le lac ont déjà été employées. De l'oxygène a par exemple été introduit dans les couches les plus profondes du lac, d'abord avec succès avant que la concentration en sulfure d'hydrogène n'augmente à nouveau.